# Азям (одежда)

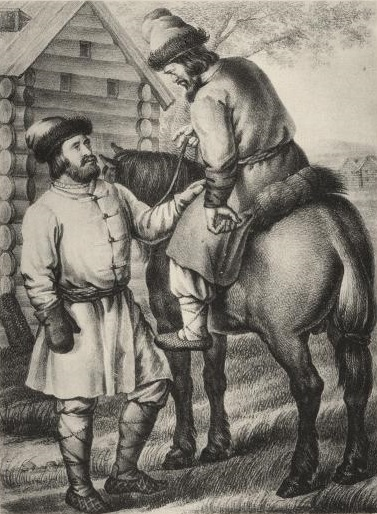
Азям, сермяга и шапка

Азя́м или озя́м — русская старинная верхняя одежда, поначалу употреблявшаяся всеми сословиями, позднее только крестьянами в праздничные дни и в дорогу; длинный кафтан, сермяжный или из толстого сукна домашнего приготовления, носился с кушаком.
Покрой азяма был такой же, как у обыкновенного крестьянского кафтана. Название происходило от арабского слова «аджем», что означало любую чуждую нацию, особенно Персию. Отсюда заключалось, что азям был заимствован русскими из Персии.